# Handyuhr

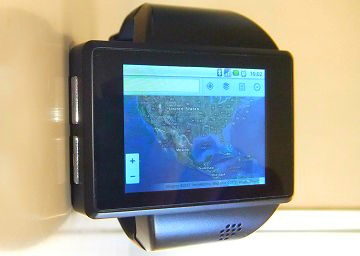
Z1-Android Watch-Phone

Der Begriff Handyuhr beschreibt ein Mobiltelefon, das wie eine Armbanduhr getragen wird. Im Standby-Modus bzw. bei Tastensperre lässt sich in vielen Fällen einfach die Uhrzeit ablesen.

## Geschichte
- 1993: AT&T Bell Labs erhält Patent Nr. 5,239,521[1] für das AT&T Wrist Phone[2]
- 1999: Samsung Electronics SPH-WP10[3][4][5]
- 2001: erscheint das Siemens Wristphone[6]
- 2003: Das WRISTOMO von NTT erscheint in Japan[7]
- etwa 2008 erscheint das Swatch-Talk GSM[8]
- 2008: General Mobile bietet die Triband-Handy-Uhr GM500 an[9]
- 2009: Ankündigungen von Samsung und LG,[10] Entwicklungen aus China

## Funktionen
Die Funktionen orientieren sich an denen von Mobiltelefonen und beinhalten je nach Modell:
- Freisprechen
- Bluetooth-Schnittstelle
- Dual-SIM
- Kamera für Fotos und Video[11]
- Audioaufnahme (Diktiergerät)
- MP3-Player
- Video / MP4-Player
- Kalender
- Outlook-Synchronisation
- zusätzliche Zifferntastatur oder Touchscreen

## Sonstiges
1930er Jahre: Die Comic-Figur Dick Tracy hatte bereits eine Handyuhr.
1980er Jahre: In der Fernsehserie Knight Rider kommuniziert Michael Knight mit seinem Auto über eine Handyuhr.